# Joseph de Combe
Joseph de Combe (Bélgica, 19 de junio de 1901-1965) fue un nadador belga especializado en pruebas de estilo braza, donde consiguió ser subcampeón olímpico en 1924 en los 200 metros.

## Carrera deportiva
En los Juegos Olímpicos de París 1924 ganó la medalla de plata en los 200 metros estilo braza, con un tiempo de 2:59.2 segundos, tras el estadounidense Robert Skelton (oro con 2:56.2 segundos) y por delante de otro nadador estadounidense Bill Kirschbaum (bronce con 3:00.1 segundos).